# Вулкан Заварицького
Вулкан Заварицького — активний вулкан на острові Сімушир Великої Курильської гряди.
Має у своєму складі 3 кальдери діаметром 10, 8, та 3 км відповідно. Наймолодша кальдера була сформована в епоху голоцену; всередині її знаходиться озеро  вулканічного походження Бірюзове  глибиною близько 70 м.
У XX столітті вулкан Заварицького вивергався двічі. Перше виверження, як було встановлено по лавовим опадам, відбулося між 1916 та 1931 роками. Внаслідок цього у північній частині вулканічного озера утворився маленький острів. Друге виверження відбулося 1957 року, воно значно скоротило розміри озера. Завдяки цьому виверженню стало відомо, що фосфорити можуть утворюватися не тільки внаслідок хімічних процесів у морі, а й унаслідок вулканічної діяльності земної кори . На початок ХХІ сторіччя фіксується фумарольна та термальна активність.
Названий на ім'я геолога та петрографа А. М. Заварицького  .